# هنک د هوخ
هنک د هوخ (هلندی: Henk de Hoog; ۱۲ اوت ۱۹۱۸ – ۸ مهٔ ۱۹۷۳) دوچرخه‌سوار اهل هلند بود.